# 화이트 타운
화이트 타운(White Town)은 죠티 프라카슈 미슈라(Jyoti Prakash Mishra, 1966년 7월 30일 ~ )의 잉글랜드의 원 맨 프로젝트이다.